# Гамбург-Альтона-Альтштад
Альтона-Альтштад (нім. Altona-Altstadt) — частина району Альтона вільного та ганзейського міста Гамбург. Межі місцевості включають основну територію міста Альтона (Ельба) регіону Гольштейн, яке було незалежним до 1938 року.

## Географія
На заході та північному заході район межує з районами Оттенсен та Альтона-Норд вулицями Кайстрассе, Музеумштрассе, Макс-Брауер-Алле та Гольстенштрассе, на півночі — зі Штреземаннштрассе з новим районом Штерншанце, утвореним у 2006 році, на сході — з вулицями Бернсторфштрассе, Кляйне Фрайхайт, Гольстенштрассе, Пепермьоленбек, Троммельштрассе та Антоніштрассе з районом Санкт-Паулі, а на півдні — з Ельбою.
До приєднання Альтони до Гамбурга у 1938 році кордон проходив далі на схід: від Шультерблата вздовж Грюнер Ягер, на схід від Бляйхерштрассе і Великої вулиці Свободи, потім між Фінкенштрассе і Герренвайде до Бахштрассе (сьогодні Пепермьоленбек), а від неї до Ельби. Потім вона була зміщена на захід на користь Санкт-Паулі до лінії Гольстенштрассе-Кляйне Фрайхайт-Бернсторфштрассе; на півдні невелика територія між площею Хайн-Келліш-Плац і Піннасбергом з цією метою була передана Альтоні. В результаті цього розмежування площа Свободи і Нобістор з гербом Альтони і монограмою короля Данії Крістіана VIII, які характерні лише для Альтони (і точно не для району Гамбурга), відтоді знаходяться в Гамбург-Сент-Паулі, а церква Святого Павла, яка дала назву цьому району, тепер знаходиться в Альтоні, як і вулиця Святого Павла Фішмаркт.